# Греко-римская борьба на летних Олимпийских играх 1956 — до 67 кг
Соревнования по греко-римской борьбе в рамках Олимпийских игр 1956 года в лёгком весе (до 67 килограммов) прошли в Мельбурне с 3 по 6 декабря 1956 года в «Royal Exhibition Building».
Турнир проводился по системе с начислением штрафных баллов. За чистую победу штрафные баллы не начислялись, за победу по очкам борец получал один штрафной балл, за поражение по очкам со счётом 2-1 два штрафных балла, со счётом 3-0 или чистое поражение — три штрафных балла. Борец, набравший пять штрафных баллов, из турнира выбывал. Трое оставшихся борцов выходили в финал, проводили встречи между собой. Схватка по регламенту турнира продолжалась 12 минут. Если в течение первых шести минут не было зафиксировано туше, то судьи могли определить борца, имеющего преимущество. Если преимущество никому не отдавалось, то назначалось четыре минуты борьбы в партере, при этом каждый из борцов находился внизу по две минуты (очередность определялась жребием). Если кому-то из борцов было отдано преимущество, то он имел право выбора следующих шести минут борьбы: либо в партере сверху, либо в стойке. Если по истечении четырёх минут не фиксировалась чистая победа, то оставшиеся две минуты борцы боролись в стойке.
В лёгком весе боролись 10 участников. Фаворитом выглядел финский борец Кюёсти Лехтонен, серебряный призёр чемпионатов мира 1953 и 1955 годов. В соревнованиях из-за травм не принимали участия ещё два борца, которые могли был составить конкуренцию финну: чемпион мира 1955 года Григорий Гамарник и действующий вице-чемпион Олимипийских игр, чемпион мира 1953 года, бронзовый призёр чемпионата мира 1955 года Густав Фрей. В финал вместе с Лехтоненом вышел венгр Дьюла Тот и — после своеобразного отборочного турнира за третью позицию в финале (четвёртый и пятый круги), — турецкий спортсмен Рыза Доган. В финале Лехтонен победил обоих соперников, Доган — Тота.

## Призовые места
- Кюёсти Лехтонен (FIN)
- Рыза Доган (TUR)
- Дьюла Тот (HUN)

## Первый круг
| Штрафных баллов | Участник 1            | Результат    | Участник 2           | Штрафных баллов |
| --------------- | --------------------- | ------------ | -------------------- | --------------- |
| 1               | Димитр Стоянов (BUL)  | 3-0          | Улле Андерберг (SWE) | 3               |
| 1               | Кюёсти Лехтонен (FIN) | Туше (4:10)  | Томми Эванс (USA)    | 3               |
| 1               | Бартль Брётцнер (AUT) | 3-0          | Владимир Росин (URS) | 3               |
| 1               | Рыза Доган (TUR)      | 3-0          | Хуан Ролон (ARG)     | 3               |
| 0               | Дьюла Тот (HUN)       | Туше (11:55) | Думитру Георге (ROU) | 3               |

## Второй круг
| Штрафных баллов | Участник 1            | Результат | Участник 2           | Штрафных баллов |
| --------------- | --------------------- | --------- | -------------------- | --------------- |
| 1               | Кюёсти Лехтонен (FIN) | Неявка    | Улле Андерберг (SWE) | 6               |
| 2               | Димитр Стоянов (BUL)  | 3-0       | Томми Эванс (USA)    | 6               |
| 2               | Бартль Брётцнер (AUT) | 2-1       | Рыза Доган (TUR)     | 3               |
| 1               | Дьюла Тот (HUN)       | 2-1       | Владимир Росин (URS) | 5               |
| 4               | Думитру Георге (ROU)  | 3-0       | Хуан Ролон (ARG)     | 6               |

## Третий круг
| Штрафных баллов | Участник 1            | Результат | Участник 2            | Штрафных баллов |
| --------------- | --------------------- | --------- | --------------------- | --------------- |
| 2               | Кюёсти Лехтонен (FIN) | 3-0       | Димитр Стоянов (BUL)  | 5               |
| 2               | Дьюла Тот (HUN)       | 3-0       | Бартль Брётцнер (AUT) | 5               |
| 4               | Рыза Доган (TUR)      | 3-0       | Думитру Георге (ROU)  | 7               |

## Четвёртый круг
| Штрафных баллов | Участник 1            | Результат | Участник 2            | Штрафных баллов |
| --------------- | --------------------- | --------- | --------------------- | --------------- |
| 2               | Кюёсти Лехтонен (FIN) | Пропускал |                       |                 |
| 2               | Дьюла Тот (HUN)       | Пропускал |                       |                 |
| 4               | Рыза Доган (TUR)      | Пропускал |                       |                 |
| 6               | Димитр Стоянов (BUL)  | 3-0       | Бартль Брётцнер (AUT) | 8               |

## Пятый круг
| Штрафных баллов | Участник 1            | Результат | Участник 2           | Штрафных баллов |
| --------------- | --------------------- | --------- | -------------------- | --------------- |
| 2               | Кюёсти Лехтонен (FIN) | Пропускал |                      |                 |
| 2               | Дьюла Тот (HUN)       | Пропускал |                      |                 |
| 5               | Рыза Доган (TUR)      | 2-1       | Димитр Стоянов (BUL) | 8               |

## Финал

### Встреча 1
| Штрафных баллов | Участник 1            | Результат | Участник 2       | Штрафных баллов |
| --------------- | --------------------- | --------- | ---------------- | --------------- |
|                 | Кюёсти Лехтонен (FIN) | 2-1       | Рыза Доган (TUR) |                 |
|                 | Дьюла Тот (HUN)       | Пропускал |                  |                 |

### Встреча 2
| Штрафных баллов | Участник 1            | Результат   | Участник 2      | Штрафных баллов |
| --------------- | --------------------- | ----------- | --------------- | --------------- |
|                 | Рыза Доган (TUR)      | Туше (7:15) | Дьюла Тот (HUN) |                 |
|                 | Кюёсти Лехтонен (FIN) | Пропускал   |                 |                 |

### Встреча 3
| Штрафных баллов | Участник 1            | Результат   | Участник 2      | Штрафных баллов |
| --------------- | --------------------- | ----------- | --------------- | --------------- |
|                 | Кюёсти Лехтонен (FIN) | Туше (8:06) | Дьюла Тот (HUN) |                 |
|                 | Рыза Доган (TUR)      | Пропускал   |                 |                 |